# Makiko Furukawa
Makiko Furukawa (jap. 古川 牧子 Furukawa Makiko; ur. 22 stycznia 1947 w Inzai) – japońska siatkarka. Srebrna medalistka igrzysk olimpijskich w Meksyku i Monachium. Zdobywczyni srebrnego medalu na mistrzostwach świata w piłce siatkowej kobiet w 1970.